# Абыйский наслег
Абыйский наслег — сельское поселение Абыйского улуса Якутии. Центр — село Абый.

## География
Абыйский наслег граничит с другими районам и сельскими поселениями района:
- Аллаиховский улус,
- Урасалахский наслег,
- Посёлок Белая Гора,
- Уолбутский наслег,
- Майорский национальный наслег,
- Мугурдахский наслег[1].

Географически находится в арктической тундровой зоне. Центр наслега, село Абый, расположен за Северным полярным кругом в 70 км к юго-западу от посёлка Белая Гора (центра Абыйского улуса).

## История
Муниципальное образование установлено законом Республики Саха от 30 ноября 2004 года.

## Население
В состав сельского поселения входят село Абый и участок Дёску.
По состоянию на 1 января 2011 года в наслеге постоянно проживало 527 человек, из которых 253 мужчины и 274 женщины. Численность детей в возрасте до 16 лет — 150 человек, пенсионеров — 87 человек.

## Экономика и культура
Основу экономики наслега составляет сельское хозяйство. Главные отрасли — животноводство (мясное табунное коневодство, мясо-молочное скотоводство), пушной промысел и рыболовство.
В наслеге имеются сельский дом культуры (в селе Абый; введён в 1976 году), библиотека, сельский клуб (в селе Дёску; введён в строй в 2000 году), средняя школа (Абыйская средняя школа им. А. Е. Слепцова; введена в 1988 году), детский сад (введён в 2006 году), участковая больница в Абые (введена в 1997 году), фельдшерско-акушерский пункт в Дёску и торговли, центральная усадьба коллективного государственного предприятия «Алгыс», ведущего традиционные отрасли хозяйства — оленеводство и промыслы (рыбный и пушной).
Единственным предприятием телефонной связи является филиал ОАО «Сахателеком».

## Транспорт
Перевозка пассажиров воздушным транспортом осуществляется летом 3 раза в неделю с участком Дёску. Зимой до улусного центра можно добраться автомобильным транспортом (автозимником).